# Urtica aspera
Urtica aspera är en nässelväxtart som beskrevs av Donald Petrie. Urtica aspera ingår i släktet nässlor, och familjen nässelväxter. Inga underarter finns listade i Catalogue of Life.